# 翟通 (成化進士)
翟通（1436年—？），字任亨，河南開封府儀封縣人，民籍。明朝政治人物。進士出身。

## 生平
景泰七年（1456年）丙子科河南鄉試第八名。成化八年（1472年）壬辰科會試第一百八十二名，殿試登進士第二甲第八名。累官山東布政司右參政

## 家族
曾祖父翟廷玉。祖父翟榮。父亲翟宣。